# Изменчивый дрозд
Изменчивый дрозд, или разноголосый дрозд, или ошейниковый земляной дрозд (лат. Ixoreus naevius), — неарктический вид воробьиных птиц из семейства дроздовых (Turdidae), выделяемый в монотипический род изменчивых дроздов (Ixoreus).

## Описание
Изменчивый дрозд достигает длины от 23 до 28 см. Размах крыльев составляет от 38 до 42 см. Масса варьирует от 75 до 85 г. Ноги бледно-розового цвета.
У самцов в брачном наряде верх головы и затылок чёрного цвета с лиловым отливом. Широкая, яркая, оранжево-коричневая «бровь» проходит от глаза полумесяцем к основанию затылка. Лоб чёрный. Чёрная широкая полоса проходит от основания клюва через глаза. Клюв тёмно-серый, радужины тёмно-коричневого цвета. Горло и верхняя часть груди оранжево-коричневые. На нижней части тела этот оранжево-коричневый цвет дальше в направлении гузки светлеет, так что гузка и подхвостье становятся почти белыми. Хвост чёрно-фиолетовый.
Самки окрашены в целом более тускло, чем самцы. Глазная полоса бледного фиолетово-чёрного цвета, полоса на груди скорее серая, чем чёрная, нижняя часть тела бледнее, чем у самца. Молодые птицы похожи на самок, при этом их оперение более тусклое.

## Распространение
Область гнездования изменчивого дрозда простирается в западной части Северной Америки от Аляски до севера Калифорнии. Вид отсутствует только на крайнем севере и на северо-западном тихоокеанском побережье. Птицы предпочитают влажные леса и опушки леса. Встречаются также во влажных областях и тундре. Это перелётная птица, северные популяции зимуют в более южных областях ареала на западе Соединённых Штатов. Более южные популяции ближе к зиме и зимой кочуют, частично покидая, пожалуй, только высокогорья. В России зарегистрирован залёт на остров Врангеля.

## Питание
Изменчивый дрозд преимущественно насекомоядный, хотя его рацион меняется в течение года. Летом основную часть его рациона составляют наземные членистоногие. Однако во время миграции и зимы основное внимание в рационе дрозда смещается на ягоды, семена и желуди, хотя членистоногих он по-прежнему ловит в некотором количестве.  В течение года изменчивые дрозды питаются самыми разными ягодами, в том числе снежными ягодами, мелколистной голубики, калифорнийской жимолости, ягодами земляничного дерева, малины великолепной и Rubus parviflorus.
Изменчивые дрозды кормятся в основном на земле, за исключением тех моментов, когда питаются ягодами.

## Размножение
Зимой птиц можно иногда наблюдать в свободных стаях. В период размножения самцы территориальны, они помечают свой гнездовой участок, в том числе пением. Птицы создают моногамные пары на один сезон.
Гнездо строит только самка, обычно высоко над землёй в развилке ветвей деревьев. Для строительства гнезда используются ветки, кора и трава. Основание выкладывается более тонкой травой. В кладке обычно 3—4 яйца с бледно-голубой скорлупой — либо без крапин, либо с несколькими крапинами коричневого цвета. Инкубационный период составляет 14 дней. Высиживает кладку только самка. После вылупления птенцов в выкармливании потомства участвуют оба родителя. Молодые птицы становятся самостоятельными в возрасте от 13 до 15 дней.

## В массовой культуре
Изменчивый дрозд (самка) появляется в первом кадре заставки сериала Твин Пикс.